# Ainhoa Murua Zubizarreta
Ainhoa Murua Zubizarreta (Zarauz, 18 de julio de 1978) es una deportista española que compitió en triatlón. Ganó dos medallas en el Campeonato Mundial de Triatlón por Relevos, plata en 2003 y bronce en 2006, y dos medallas en el Campeonato Europeo de Triatlón, plata en 2012 y bronce en 2015.
Participó en cuatro Juegos Olímpicos, entre los años 2004 y 2016, consiguiendo un diploma de séptimo lugar en Londres 2012 y obteniendo el 24º lugar en Atenas 2004 y el 28º en Pekín 2008.

## Palmarés internacional
| Campeonato Mundial por Relevos | Campeonato Mundial por Relevos | Campeonato Mundial por Relevos | Campeonato Mundial por Relevos |
| Año                            | Lugar                          | Medalla                        | Prueba                         |
| ------------------------------ | ------------------------------ | ------------------------------ | ------------------------------ |
| 2003                           | Tiszaújváros (Hungría)         | Medalla de plata               | Relevos                        |
| 2006                           | Cancún (México)                | Medalla de bronce              | Relevos                        |
| Campeonato Europeo             |                                |                                |                                |
| Año                            | Lugar                          | Medalla                        | Prueba                         |
| 2012                           | Eilat (Israel)                 | Medalla de plata               | Individual                     |
| 2015                           | Ginebra (Suiza)                | Medalla de bronce              | Individual                     |